# Yngve Larssons park
Yngve Larssons park är en park mittemot  Stockholms stadshus, mellan Klara sjö och Serafimerlasarettet på Kungsholmen i Stockholm. Längs parken går Hantverkargatan och gång- och cykelvägen Serafimerstranden som övergår i Kungsholms strandstig.
Parken är uppkallad efter borgarrådet Yngve Larsson (1881–1977), en av 1900-talets mest framstående stockholmspolitiker.
I parken står Tyra Lundgrens skulptur Fågel blå. Bland växtligheten märks en centralt placerad ornäsbjörk.

## Historik

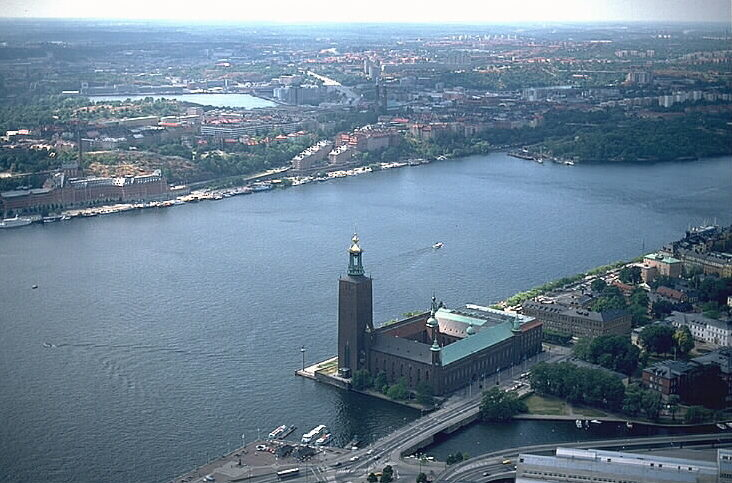
Parken vid stadshuset 1989

Parkens område låg i början av 1800-talet alltjämt under vatten. Kring sekelskiftet 1900 hade området börjat fyllas ut, och från 1930 fanns en parkyta med gångstigar anlagd.
På 1960-talet gick en tillfällig gatubro över parken i samband med ombyggnaden av Tegelbacken.

### Namngivning
I februari 1981 väcktes en motion i Stockholms kommunfullmäktige av Staffan Hedblom och Stig Svärd med förslag om att uppkalla en gata eller allmän plats efter Yngve Larsson. 
Under en remissbehandling svarade Stockholms namnberedning att Yngve Larsson i hög grad var värd att få
sitt namn knutet till en gata eller allmän plats men beredningen konstaterade att
det då inte fanns någon lämplig sådan att föreslå. I december samma år instämde Kommunstyrelsen, och föreslog till fullmäktige att besluta om att invänta ett förslag från namnberedningen om en lämplig plats eller gata, vilket fullmäktige beslutade I januari 1982.
I maj 2014 väcktes en ny motion i Stockholms stadsfullmäktige av dess vice ordförande Ulf Fridebäck om att få en central plats i Stockholm uppkallad efter Yngve Larsson, vilken på det föredragande borgarrådet Regina Kevius förslag remitterades till stadsbyggnadsnämnden, Norrmalms stadsdelsnämnd samt stadsledningskontoret. Stadsbyggnadsnämndens namnberedning tillstyrkte motionen och föreslog att parkområdet mitt emot Stadshusets huvudentré uppkallas Yngve Larssons Park.
Stadsbyggnadsnämnden beslutade slutligen om namnändringen vid sitt möte den 28 april 2016.

## Upprustning

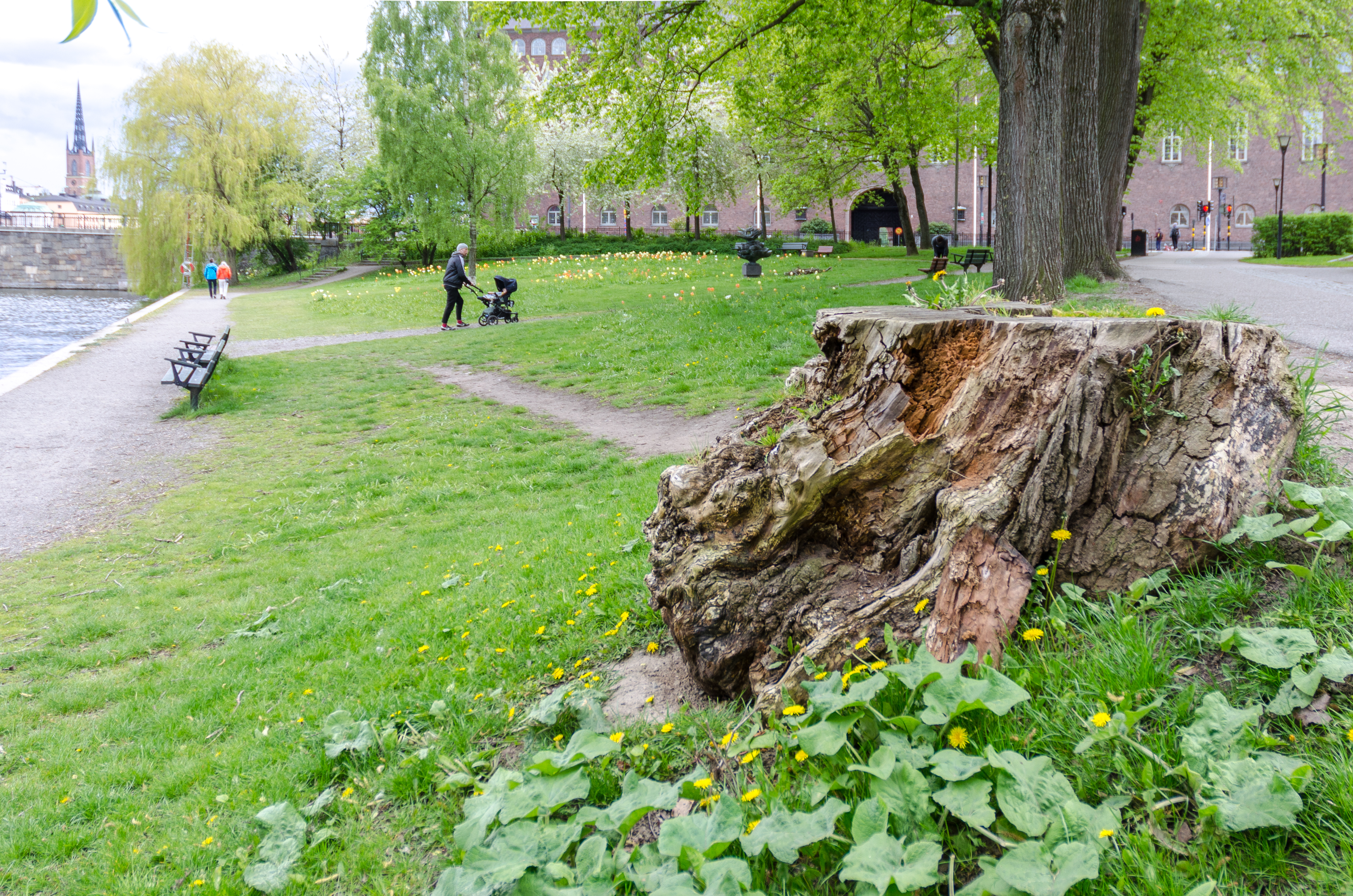
En almstubbe i parkens norra del 2020

Ett 15-tal almar som drabbats av almsjukan togs bort 2020. Därefter initierade Stockholms stad 2024 ett projekt för att genomföra en upprustning av Yngve Larssons park tillsammans med gång- och cykelbanorna längs Kungsholms strandstig.
Upprustningen omfattar plantering av perenner, buskar och ett tiotal nya träd, samt nya trappor, soffor och lägre granitmurar.